# Уотсон, Линда
Линда Маргарет Уотсон (англ. Linda Margaret Watson, 15 сентября 1955) — зимбабвийская легкоатлетка и хоккеистка (хоккей на траве), полевой игрок. Олимпийская чемпионка 1980 года.

## Биография
Линда Уотсон родилась 15 сентября 1955 года.
Играла в хоккей на траве за «Солсбери Спортс» из Солсбери. В 1974 году выступала за молодёжную сборную страны, в 1975—1976 годах — за вторую сборную, в 1979—1980 годах — за главную сборную.
В 1980 году вошла в состав женской сборной Зимбабве по хоккею на траве на летних Олимпийских играх в Москве и завоевала золотую медаль. Играла в поле, провела 5 матчей, забила 1 мяч в ворота сборной Польши.
Также была одной из ведущих легкоатлеток Зимбабве в беге на короткие дистанции и барьерном беге.

## Семья
Есть дочь, которая занималась плаванием.